# Aphonopelma
Aphonopelma este un gen de păianjeni din familia Theraphosidae.

## Specii[2]
- Aphonopelma aberrans
- Aphonopelma anax
- Aphonopelma anitahoffmannae
- Aphonopelma apacheum
- Aphonopelma armada
- Aphonopelma arnoldi
- Aphonopelma baergi
- Aphonopelma behlei
- Aphonopelma bicoloratum
- Aphonopelma bistriatum
- Aphonopelma braunshausenii
- Aphonopelma breenei
- Aphonopelma brunnius
- Aphonopelma burica
- Aphonopelma caniceps
- Aphonopelma chalcodes
- Aphonopelma chamberlini
- Aphonopelma chambersi
- Aphonopelma clarki
- Aphonopelma clarum
- Aphonopelma coloradanum
- Aphonopelma cookei
- Aphonopelma cratium
- Aphonopelma crinirufum
- Aphonopelma crinitum
- Aphonopelma cryptethum
- Aphonopelma duplex
- Aphonopelma echinum
- Aphonopelma eustathes
- Aphonopelma eutylenum
- Aphonopelma gabeli
- Aphonopelma geotoma
- Aphonopelma gertschi
- Aphonopelma griseum
- Aphonopelma gurleyi
- Aphonopelma hageni
- Aphonopelma harlingenum
- Aphonopelma helluo
- Aphonopelma hentzi
- Aphonopelma hesperum
- Aphonopelma heterops
- Aphonopelma hollyi
- Aphonopelma iodius
- Aphonopelma iviei
- Aphonopelma johnnycashi
- Aphonopelma joshua
- Aphonopelma jungi
- Aphonopelma lanceolatum
- Aphonopelma latens
- Aphonopelma levii
- Aphonopelma lithodomum
- Aphonopelma marxi
- Aphonopelma minchi
- Aphonopelma moderatum
- Aphonopelma mojave
- Aphonopelma mooreae
- Aphonopelma mordax
- Aphonopelma nayaritum
- Aphonopelma odelli
- Aphonopelma pallidum
- Aphonopelma paloma
- Aphonopelma pedatum
- Aphonopelma phanum
- Aphonopelma phasmus
- Aphonopelma platnicki
- Aphonopelma prosoicum
- Aphonopelma punzoi
- Aphonopelma radinum
- Aphonopelma reversum
- Aphonopelma rothi
- Aphonopelma rubropilosum
- Aphonopelma ruedanum
- Aphonopelma rusticum
- Aphonopelma sandersoni
- Aphonopelma schmidti
- Aphonopelma sclerothrix
- Aphonopelma seemanni
- Aphonopelma serratum
- Aphonopelma smithi
- Aphonopelma stahnkei
- Aphonopelma steindachneri
- Aphonopelma stoicum
- Aphonopelma sullivani
- Aphonopelma texense
- Aphonopelma truncatum
- Aphonopelma waconum
- Aphonopelma wichitanum
- Aphonopelma vogelae
- Aphonopelma vorhiesi
- Aphonopelma xanthochromum
- Aphonopelma zionis